# Duque da Ribeira

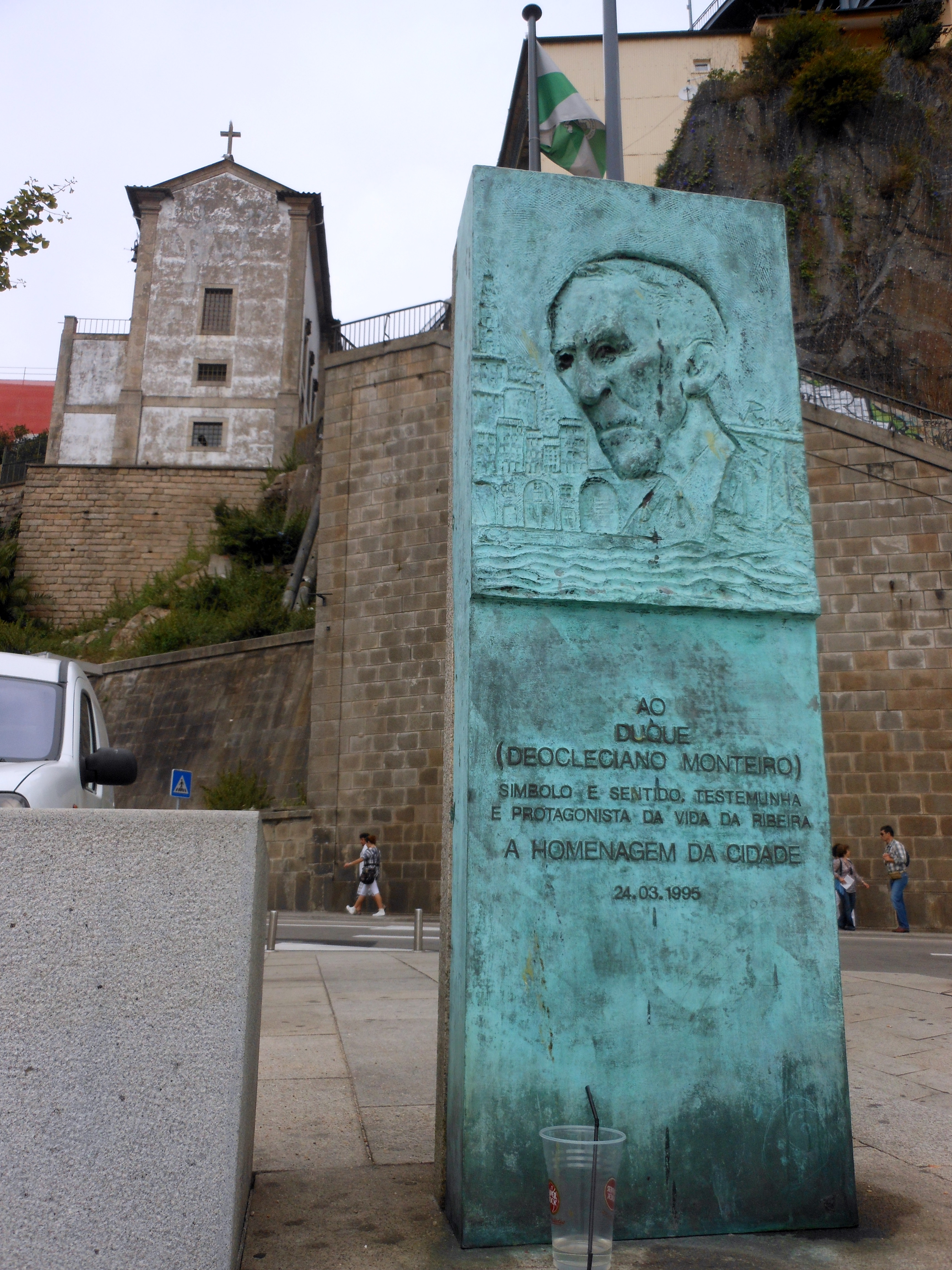
Tributo ao "Duque da Ribeira".

Deocleciano Monteiro, popularmente conhecido por Duque da Ribeira, (Porto, 24 de Março de 1902 – Porto, 9 de Novembro de 1996) foi um barqueiro, um estivador, um marinheiro e até actor. Foi, em especial na segunda metade do século XX, uma figura carismática da cidade. 
Segundo seus amigos, o Duque só no Rio Douro é que se sentia “verdadeiramente vivo”.
A sua fama surgiu muito jovem pois com apenas 11 anos salvou alguém de morrer afogado, e nunca mais parou de participar em diferentes acções no Douro. Curiosamente o que o tornou famoso foi o resgate dos corpos dos suicidas da ponte Luís I. A sua profissão era barqueiro, o que o levava a passar muito tempo no rio e foi isso que lhe criou a fama. "Quem caísse ao rio só o Duque é que conseguia ir buscar", dizia-se na Ribeira. O seu conhecimento das correntes do rio era tão grande que, se lhe dissessem onde é que um corpo tinha caído, imediatamente conseguia determinar em que zona é que estaria. A esse processo de resgate os destas bandas da Ribeira chamam “gratear”. 
O seu barco tinha o nome de “Capitão Cobb”, o que segundo explicou o próprio se devia a homenagear um herói que quando morreu quis que as suas cinzas fosse espalhadas pelo rio Douro.
A sua forte ligação ao rio valeu-lhe várias honrarias e elevou-o ao estatuto de figura pública, reconhecida nacional e internacionalmente. O Duque da Ribeira conviveu com diversas personalidades e no seu livro de autógrafos constavam, entre muitas outras, as assinaturas de Isabel II, rainha de Inglaterra, os Presidentes de Portugal, Ramalho Eanes e Mário Soares, bem como do Presidente de Moçambique, Samora Machel.
A praça junto ao pilar da Ponte Luiz I acabou por receber o seu nome, já depois da sua morte, e, no local, foi colocada uma lápide. 